# 劉鎬 (明朝)
劉鎬，字曰都，號蓼莪，湖廣省襄陽府宜城縣（今湖北省宜城縣）人，明朝政治人物、進士出身。

## 生平
癸巳十一月初一日生。萬曆四十年（1612年）壬子科湖广乡试六十九名举人，天啓二年（1622年）壬戌科会试二百二十六名，登三甲四十三名進士，兵部观政，本年授河南永城知县，五年考察，六年补顺天府检校，本年升建宁府推官，崇祯二年升户部河南司主事，管崇文門税課。四年升山东司郎中，管新饷。七年升山西易州道副使，八年调密云道。崇禎十一年（1638年），授遼東巡撫，改任甘肃巡抚、右佥都御史，十四年被革职。

## 家族
曾祖劉鸞，貢生。祖劉景明，貢生。父劉建，庠生。

## 延伸阅读
[在维基数据编辑]
 《明史卷二百九十六》，出自《明史》